# Masacre de Mapiripán
La Masacre de Mapiripán fueron hechos ocurridos entre el 15 y el 20 de julio de 1997, en el Municipio de Mapiripán en el Departamento del Meta, Colombia. Originalmente se reportaron cerca de 49 personas muertas durante la masacre. Otras investigaciones han dado un número diferente de víctimas.
Según investigaciones, testimonios y sentencias posteriores, la masacre habría sido perpetrada por las Autodefensas Unidas de Colombia en colaboración con unidades del Ejército Nacional de Colombia.

## Desarrollo

### La víspera
Semanas antes se prepararon integrantes de las Autodefensas Unidas de Colombia en la región de Urabá, norte de Colombia, para efectuar un operativo de ataque frontal contra presuntos colaboradores de las guerrillas en el sur del país. Esta ofensiva, que se llevaría a cabo concretamente en los departamentos del Meta, Putumayo y Caquetá, coordinada por el jefe de las Autodefensas Unidas de Colombia Salvatore Mancuso, quien fue uno de los autores en muchas otras masacres antes y después junto con Carlos Castaño Gil, jefe de las AUC (Autodefensas Unidas de Colombia) junto con los jefes de las AUC Miguel Arroyave, alias 'Arcángel' y Pedro Olivierio Guerrero Castillo y alias 'Cuchillo'.
Según pudo establecer posteriormente la Fiscalía, un alto oficial fue quien ideó el plan para introducir paramilitares en la zona cerca de Mapiripán, y así complementar los trabajos de fumigación de plantaciones de coca por parte de la Policía Antinarcóticos, con quienes coordinó las futuras operaciones y dar apoyo a los Boinas Verdes, estos últimos junto a los paramilitares le darían “…una lección a la guerrilla”. 
Una semana antes de la Masacre llegaba de Montería (Córdoba), dos aviones llenos de pertrechos militares y otros equipos, el armamento fue guardado en un hospedaje en San José del Guaviare, la logística fue coordinada por el coronel Lino Sánchez, el sargento Juan Carlos Gamarra (quien pertenecía a la inteligencia militar) y el paramilitar jefe de zona apodado Rene (Luis Hernando Méndez Bedoya), también se realizaron las gestiones para conseguir los vehículos terrestres y lanchas rápidas que trasladarían a los miembros de las autodefensas al Municipio de Mapiripán, que sería la cabeza de playa para buscar el control del sur de Colombia. 
El grueso de las tropas del Batallón Joaquín París se envío a Calamar, El Retorno y Puerto Concordia, quedando sin ejército efectivo Mapiripán y San José del Guaviare, también fueron despachadas las reservas con base en informes falsos sobre posibles movimientos masivos de la guerrilla a esas localidades. 
Ya días antes de la masacre algunos habitantes por rumores que algo serio venía, o por el conocimiento de lo que ocurriría abandonaron el Municipio, entre ellos el alcalde municipal, el personero, el registrador municipal y el inspector de policía. Anteriormente, en marzo, al Alcalde municipal Jaime Calderón Moreno le efectuó la guerrilla de las Fuerzas Armadas Revolucionarias de Colombia - Ejército del Pueblo (FARC-EP) un “juicio popular” del cual lo encontraron inocente de los cargos que se le inculpaban, su hermano Jaime sería asesinado por paramilitares en una segunda masacre. 
Alias 'Otoniel' reconoció la colaboración entre paramilitares y Ejército Nacional de Colombia.

### La llegada de las Autodefensas Unidas de Colombia
El día 12 de julio arribaron dos aviones, un Antonov An-32 y un Douglas DC-3 con los últimos integrantes de las Autodefensas Unidas de Colombia provenientes de Apartadó y Necoclí, las aeronaves habían despegado desocupadas inicialmente de Bogotá y Medellín, estos últimos descendieron sin complicaciones a pesar de que el aeropuerto estaba controlado por el Batallón Joaquín París y la Policía Antinarcóticos, cerca de allí se reunieron con 200 integrantes más de las AUC que estaban uniformados, armados y listos para entrar a la ofensiva. 
El día 13 de julio, las lanchas con algunos integrantes de las AUC fuertemente armados parten de San José de Guaviare al “Barrancon”, base de la Brigada Móvil 2 del ejército, de 3 batallones contraguerrilla, un grupo de Marina y La Escuela de Fuerzas Especiales del Ejército, un sargento les dio vía libre hacia Mapiripán, por carretera (La Trocha Ganadera) otro grupo se desplazaba en camiones y vehículos todo terreno, ellos anunciaban a viva voz que eran de las “Autodefensas Campesinas de Córdoba y Urabá” y llegaban a la región a quedarse, los lugareños curiosos se acercaban a observarlos, la guerrilla se había retirado días atrás de la zona a una reunión interna. 

### La masacre
Convergen hacia Mapiripán paramilitares provenientes del mismo Meta, del Casanare, Antioquia, Córdoba y de otras zonas del País, que Castaño denominó frente Guaviare de las AUC, igualmente se reúnen con mercenarios extranjeros. Se dispersan por todo el Municipio el 15 de julio, antes de arribar al poblado cometieron los primeros homicidios en la madrugada.
Durante 5 días con sus noches los habitantes estuvieron a la merced de los criminales, cinturones militares evitaban la salida, las casas eran allanadas, buscando papeles, libros o cualquier elemento que involucrara a sus moradores con la guerrilla, ya estableciendo quienes habitaban, con una “lista negra” previamente elaborada antes de la incursión, capturaban, torturaban, desmembraban, desvisceraban y degollaban a sus víctimas, muchos de los infortunados terminaron arrastrados por el caudaloso río Guaviare, así fueron eliminando las pruebas los victimarios. Las autoridades informaron que fueron asesinados al menos 49 habitantes y cientos de personas más salieron de la población desplazados.

### Evacuación
Los habitantes fueron evacuados vía aérea, fluvial y por carretera desde el 21 de julio, por la Cruz Roja Internacional, llevados a Villavicencio la capital del departamento del Meta y a San José de Guaviare.

## Post-masacre
Hasta el 21 de julio los integrantes de las Autodefensas Unidas de Colombia permanecen en el pais y esa misma mañana los colombianos conocen por los medios de comunicación la magnitud de los asesinatos, y se inicia la investigación de la Fiscalía y señalamientos a los militares y a la policía. Inicialmente se pretende que la Justicia Militar asuma la investigación de lo ocurrido, pero los tribunales civiles asumen el asunto, por orden de la Procuraduría.
El Ejército proveniente de Calamar llegaría al municipio hasta el 23 de julio, informando que no encontró perturbación del orden público ni elementos sospechosos en la zona.  Algunas guerrillas como el ELN utilizó este ataque con fines propagandísticos, denunciando la colaboración entre autoridades y paramilitares
Las AUC se concentran en los alrededores del poblado, asumen control de algunas fincas cocaleras, posteriormente se producirá la Batalla de Mapiripán, luego la segunda masacre o Masacre de Puerto Alvira, y en años posteriores los habitantes abandonarían la población en repetidas oportunidades, ante los continuos enfrentamientos entre la guerrilla por un lado y los paramilitares, Ejército y Fuerza Aérea por el otro. Los familiares de las víctimas terminan desplazados, viviendo en otras poblaciones, en la indigencia y algunos exiliados en diferentes países. 
Carlos Castaño reivindicó la masacre pocos meses después y anunció que habría “muchos más Mapiripanes”.

## Juicio

### Investigación
La Unidad de Justicia y Paz de la Fiscalía formuló imputación de cargos contra cuatro integrantes de las Autodefensas Unidas de Colombia, entre ellos los criminales Salvatore Mancuso y el capitán Jorge Humberto Victoria, por la masacre de Mapiripán. La Fiscalía argumentó que la masacre de Mapiripán, que se dio accidentalmente porque su objetivo era Caño jabón, considerado foco de las FARC.
El 25 de marzo de 1999, el ya Coronel Orozco, es llamado a indagatoria por la Fiscalía, se ve obligado[cita requerida] a confesar al ver que el primer documento (que estaba presuntamente destruido) y el falso estaban en manos de la justicia. Este Coronel es amenazado, al igual que su familia, por militares y particulares. Su hermano Andrés (Jefe de un grupo Gaula del Ejército) es asesinado. Orozco termina exiliado en los Estados Unidos con su familia.
El 31 de julio de 2001, son citados por el caso a la Procuraduría, la directora de la DIAN (Departamento Nacional de Impuestos) Fanny Kertzman y al general (r) de la Policía José L. Gallego, para ampliar la declaración del exsecretario de Antioquia Pedro Moreno, quien los acusa de amenazarlo sí no colabora manteniéndose callado, ya que este último señala que el general (r) le mando a decir que sabía de antemano lo que ocurriría y la participación del Ejército Nacional y del Ejército de los Estados Unidos en la Masacre. 

### Sentencia contra las AUC
En abril de 2006, la Sala Penal de la Corte Suprema de Justicia condena en ausencia al desaparecido jefe paramilitar Carlos Castaño Gil a 28 años y dos meses de cárcel, tras considerar que la evidencia recolectada por el CTI de la Fiscalía no era suficiente para determinar su muerte.
El Juez Tercero Penal del Circuito Especializado de Villavicencio condenó a 320 meses de cárcel al extraditado jefe de las Autodefensas Unidas de Colombia Salvatore Mancuso, por la masacre de Mapiripán, Meta. El juez encontró a Mancuso responsable de los delitos de homicidio múltiple agravado, secuestro extorsivo agravado y terrorismo.
Además encontró que Salvatore Mancuso fue autor intelectual de esta masacre. Por el caso Mapiripán el extraditado exjefe paramilitar aceptó los cargos que le imputa la Fiscalía para recibir una rebaja en la pena.

### Caso Jaime Humberto Uscáteguí

#### Juicio
El 10 de marzo de 2003, la Unidad de Derechos Humanos y Derecho Internacional Humanitario de la Fiscalía llamó a juicio al general Uscátegui. En declaraciones publicadas por la Revista Cambio, el general afirma que es inocente, cuestiona la responsabilidad de otros mandos militares y da a entender que durante el juicio podría aportar pruebas sobre los nexos entre las Autodefensas Unidas de Colombia  y el ejército.

#### Absolución
Uscategui estuvo preso desde el año 1999, ocho años y seis meses después de que un fiscal de derechos humanos ordenó su captura por los delitos de omisión, homicidio y secuestro. En noviembre de 2007, un juez especializado declaró inocente a Uscátegui por los cargos de homicidio y secuestró que le imputaban por este hecho. El juez consideró que Uscátegui, que era comandante de la Brigada VII, no participó en el plan criminal que movió a unos 180 paramilitares desde Urabá, en dos aviones, hasta el lugar de los hechos.
El juez noveno especializado de Bogotá absolvió por la masacre de Mapiripán descartó la omisión en lo que fue la incursión de las Autodefensas Unidas de Colombia entre el 15 y el 20 de julio del año 1997.

#### Revocatoria de Absolución
El 25 de noviembre de 2009 el Tribunal Superior de Bogotá revocó la decisión y le impuso condena de 40 años, que fueron rebajados a 37.
En medio del proceso contra el general se presentó una certificación firmada por Juan Manuel Santos, cuando era ministro de Defensa, en el que asegura que para el momento de la masacre, el Batallón París, que habría colaborado con las Autodefensas Unidas de Colombia que llegaron desde Urabá, no dependía de José Jaime Uscátegui sino de la Brigada Móvil número 2, con sede en San José del Guaviare.

"Uscátegui no tenía responsabilidad o mando operacional en las tropas de Mapiripán"
Juan Manuel Santos Calderón, Ministro de Defensa

Algunos tribunales son declarados incompetentes, lo que da tiempo para que varios responsables evadan la justicia, el integrante de las AUC, Rene logra escapar de la cárcel en Villavicencio, y solo algunos militares son detenidos y exfuncionarios públicos. Los afectados por la pérdida de sus familiares ven la posibilidad de la impunidad al no ser capturados a los responsables y a los actores materiales del hecho. El Coronel Lino Sánchez Pardo es condenado a 40 años de prisión por el Tribunal Superior de Bogotá. 

#### Sentencia contra Uscátegui
La Sala de Casación Penal de la Corte Suprema de Justicia dejó en firme la condena de 37 años de prisión contra el general (r) Jaime Humberto Uscátegui Ramírez, como autor por omisión impropia de los homicidios agravados y secuestros simples perpetrados durante la masacre de Mapiripán, Meta, ocurrida entre el 15 y el 20 de julio de 1997. La Corte determinó que Uscátegui, en calidad de comandante de la VII Brigada del Ejército, tenía mando operacional sobre el Batallón de Infantería Joaquín París, el más cercano al lugar y cuyo comandante, el mayor Hernán Orozco Castro, le informó oportunamente la toma violenta del municipio de Mapiripán por parte del grupo de las Autodefensas Unidas de Colombia.
Sin embargo, la Corte descartó que haya sido aliado de las Autodefensas Unidas de Colombia que cometieron la masacre.
La Procuraduría pidió dejar en firme la absolución proferida en primera instancia por un juzgado de Bogotá y revocar la condena proferida por el Tribunal Superior de Bogotá, así como establecer plenamente las víctimas de la masacre y compulsar copias para determinar judicialmente el número de las víctimas de la masacre y las personas que fueron secuestradas por los paramilitares. La Procuraduría General de la Nación instó a la Corte Suprema de Justicia para que, en el evento que se decida mantener en firme la sentencia condenatoria, precisara que el general (r) Uscátegui cometió el delito a título de autor por omisión impropia o comisión por omisión, y no como coautor impropio por acción.

#### Controversias
- Daniel Coronell columnista de la Revista Semana calificó de "chambonada jurídica" la sentencia de segunda instancia contra el General (R) José Jaime Uscátegui. Según Coronell, los magistrados han considerado como pruebas irrefutables frases que Uscátegui jamás ha pronunciado, añade además que la lectura poco cuidadosa del expediente llevó a los altos jueces a atribuirle al hoy condenado lo que en realidad dijo otra persona.

"Si el general Uscátegui no era comandante en la zona de la masacre, ni en el lugar de Urabá, de donde partieron en vuelos charter los paramilitares que cometieron el múltiple crimen, mal podría atribuírsele responsabilidad por omisión o por acción en ese crimen múltiple."
Daniel Coronell, Revista Semana

- En septiembre del año 2006 el entonces congresista Gustavo Petro[29] salió en defensa de Uscátegui y sostuvo que la brigada del general no tenía jurisdicción sobre Mapiripán. Y añadió que el Colectivo de Abogados José Alvear Restrepo le ayudó al coronel Orozco a buscar refugio en Estados Unidos si señalaba a Uscátegui.

"A la ONG le parecía más importante, desde el punto de vista de la opinión nacional e internacional, la condena del general que la del que verdaderamente había propiciado la masacre"
Gustavo Petro Urrego, Congreso de la República de Colombia (2006)

### Condenas al Estado Colombiano
La masacre de Mapiripán ha sido objeto de investigación y ha generado condenas tanto a nivel nacional como internacional. La Corte Interamericana de Derechos Humanos (CIDH) condenó al Estado colombiano en 2008 por su presunta complicidad con el paramilitarismo en este crimen. Varios militares y paramilitares han sido investigados y condenados por su participación en esta masacre.

## Controversias

### Supuesta pérdida de credibilidad de la CIDH
El entonces vicepresidente de la República de Colombia Angelino Garzón afirmó que El caso Mapiripán debilitaba la credibilidad de la Corte Interamericana de Derechos Humanos. Añadido a esto Garzón sostuvo en que los grandes perdedores con el caso Mapiripán eran los organismos internacionales porque no se podía conciliar con la mentira y la calumnia. Esto en referencia a que los testimonios, testigos y presuntas pruebas fueron declaradas falsas posteriormente.

### Inducción a la mentira
El expresidente de la República Álvaro Uribe Vélez a través de su cuenta en la red social Twitter afirmó que fue el Colectivo José Alvear Restrepo el que indujo a la mentira a quienes fungieron como víctimas de la Masacre y que posteriormente fueron condenadas por fraude procesal y falso testimonio.

## Falsas Víctimas de la Masacre de Mapiripán
El 6 de octubre de 1999 el Colectivo de Abogados “José Alvear Restrepo” y el Centro por la Justicia y el Derecho Internacional (en adelante “los peticionarios”) presentaron una denuncia ante la Comisión Interamericana (Corte Interamericana de Derechos Humanos).
La Corte Interamericana de Derechos Humanos ordenó el pago de una indemnización por los daños materiales y morales causados a Luis Fernando Figueredo Cagüeño, Carlos Felipe Figueredo, Johnatan Figueredo Cagüeño y William Alexander Molina Figueredo.
Sin embargo, la Fiscalía General de la Nación de Colombia estableció que la persona que fue reportada como muerta en la acción paramilitar está con vida y vive actualmente en la ciudad de Villavicencio. Para el ente investigador estas personas faltaron a la verdad cuando se acreditaron como víctimas de la masacre ante el organismo internacional.
Por estos hechos, los acusó formalmente por los delitos de fraude procesal, enriquecimiento ilícito y estafa agravada. Los procesados aceptaron su responsabilidad en los delitos materia de investigación ante el juzgado 27 de conocimiento de Bogotá.
Por mentir para recibir beneficios económicos en la demanda presentada ante la Corte Interamericana ya han sido condenadas siete personas. El ente investigador está tras la pista de otras personas que se habrían beneficiado con el pago de indemnizaciones en el fallo emitido en octubre de 2005.

## Declaraciones de alias Martin Sombra ante la JEP
Las declaraciones de Martín Sombra el 13 de Junio de 2023, han generado un debate y han puesto en duda las versiones anteriores. Según él, su tropa, conocida como Marco Aurelio Buendía, fue responsable de la masacre y ellos habrían sido los culpables, no los paramilitares. Estas declaraciones contradicen las versiones previas de exparamilitares como Salvatore Mancuso y Darío Antonio Úsuga, alias Otoniel, quienes señalaron que la masacre fue llevada a cabo por las Autodefensas en colaboración con algunos altos mandos del Ejército Nacional.
La versión de Martín Sombra ha generado controversia y será confrontada con las objeciones presentadas por las víctimas y evaluada por la magistratura de la JEP. 
Este evento y las versiones contradictorias aún están en proceso de investigación y análisis por parte de las autoridades competentes.
Sin embargo las organizaciones de familiares de víctimas han denunciado que este testimonio seria falso. Además el General retirado Jaime Humberto Uscátegui, quien fue condenado por este caso, declaro no creer en esa hipótesis.